# درجة الحرارة الظاهرية

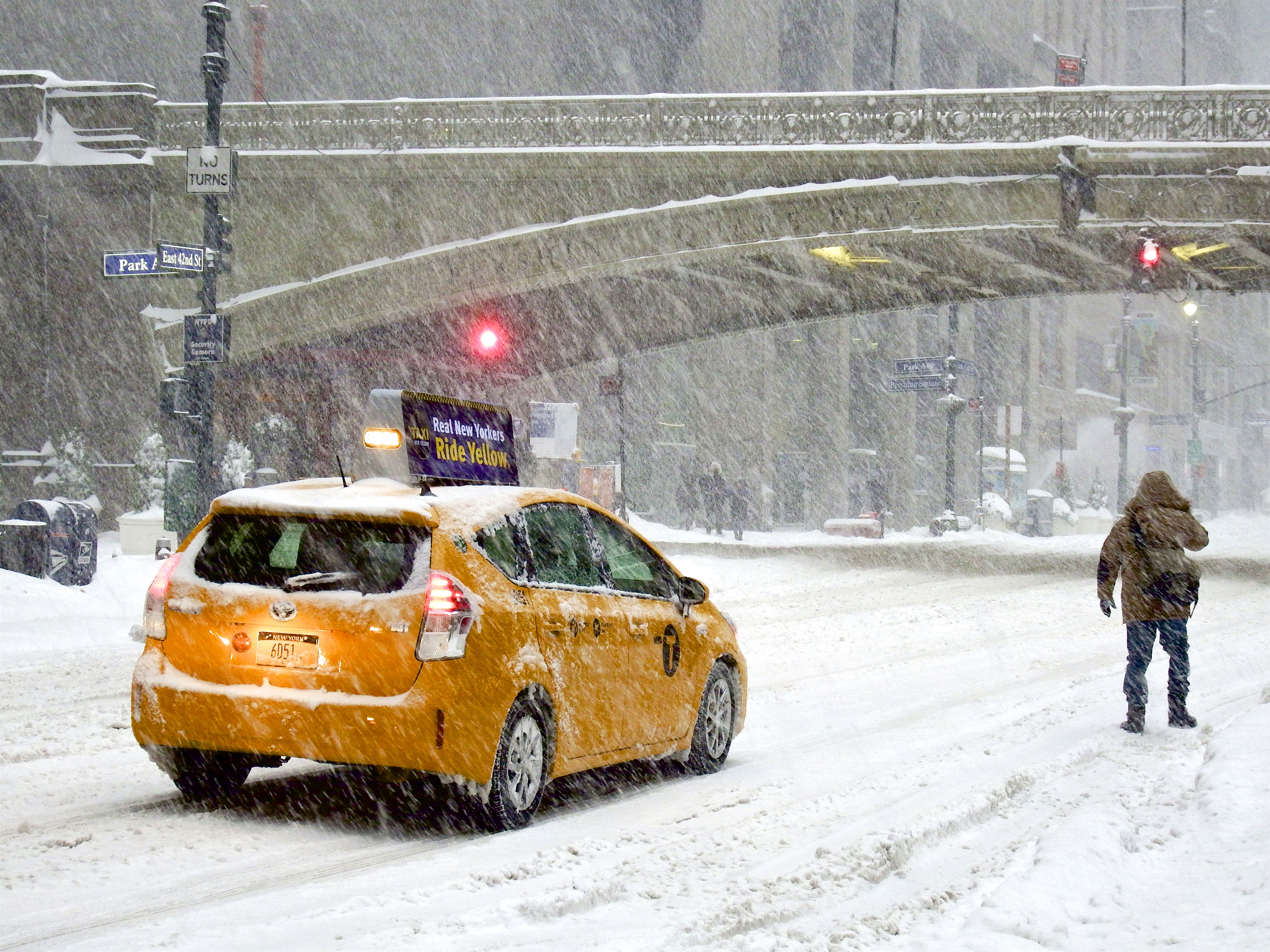

درجة الحرارة الظاهرية هي مصطلح عام يشير إلى درجة الحرارة التي يتم الشعور بها في الأماكن المفتوحة، والتي تتسبب فيها عدة عوامل مجتمعة وهي درجة حرارة الهواء والرطوبة النسبية وسرعة الرياح.
- يقيس مؤشر الحرارة مدى تأثير الرطوبة على الإحساس بدرجة الحرارة. ففي حالات الرطوبة، يبدو الهواء أكثر سخونة مما هو عليه حقًا، وذلك بسبب انخفاض معدل تبخر العرق.
- يقيس مؤشر تبريد الرياح مدى تأثير سرعة الرياح على الإحساس بدرجة الحرارة. ففي الحالات العاصفة، يبدو الهواء أكثر برودة مما هو عليه حقًا، وذلك بسبب الزيادة في معدل تبخر العرق.
- يجمع مقياس درجة الحرارة الكروي الرطب (WBGT) بين آثار الإشعاع والرطوبة ودرجة الحرارة وسرعة الرياح في الإحساس بدرجة الحرارة. ولا يستخدم هذا المقياس في كثير من الأحيان كالرقم الناتج في موقع محدد للغاية (على سبيل المثال: الغطاء السحابي و/أو حاجب الرياح).

## قرينة الحرارة - الرطوبة النسبية
قرينة الحرارة - الرطوبة النسبية هي قرينة تأخذ شكل صيغ مختلفة، تستخدم مؤشراً لتأثير الطقس على راحة الإنسان، ولذا تعرف أيضاً بقرينة الراحة، وإحدى تلك القرائن المستعملة من قبل مصلحة الطقس الأمريكية هي:
«قرينة الحرارة - الرطوبة النسبية = 0.4 (درجة الحرارة الجافة + درجة الحرارة الرطبة)+ 15».
وتعد قيمة القرينة 60 - 65 مثالية لراحة الإنسان، أما القيمة 80 وما فوق فغير مريحة للإنسان.
وأما القرينة التي وضعها توم Thom عام 1957:
«قرينة الحرارة - الرطوبة = 0.72 (درجة الحرارة - نقطة الندى) + 41».
فيكون الإنسان في حالة راحة عندما تكون قيمة القرينة أقل من 24, وفي حالة عدم راحة عندما تكون القرينة أكبر من 34.